# Motor Lublin (piłka nożna) w sezonie 1960/1961
Sezon 1960/1961 był dla Motoru Lublin 8. sezonem na trzecim szczeblu ligowym. W dwudziestu rozegranych spotkaniach, Motor zdobył 24 punkty i zajął drugie miejsce w tabeli.

## Przebieg sezonu
Przed rozpoczęciem sezonu Motor rozegrał kilka meczów sparingowych, między innymi z Wyzwoleniem Chorzów (2:5) i dwa ze Spartakiem Brześć (1:2 i 3:1). Większość meczów Motor w roli gospodarza rozgrywał na stadionie Startu Lublin, mieszczącego się obok obiektu Budowlanych przy Alei Karola Świerczewskiego. Rundę jesienną Motor zakończył na 2. miejscu z czteropunktową stratą do Stali Kraśnik.
Podczas przerwy zimowej piłkarze Motoru grali mecze kontrolne z Lotnikiem Dęblin (6:1) i Granatem Skarżysko-Kamienna (1:0). W styczniu drużynę opuścił najlepszy jej strzelec w sezonie poprzednim Kazimierz Kułak. W rundzie wiosennej grali głównie bramkarze: Mołda i Porwisz oraz B. Pieszek, Majewski, Bielecki, Jakubiec, Szafrański, A. Pieszek, Dąbek, Jezierski, Bogusław, Siwy, Widera (kapitan zespołu), Grudziński, Kalinowski, Piróg. Sezon Motor zakończył na 2. miejscu, z taką samą liczbą punktów co 3. w tabeli Avia Świdnik, jednak z lepszą różnicą bramek. Trenerem Motoru był Stanisław Rudnicki.

## Mecze ligowe w sezonie 1960/1961
| Data                 | Przeciwnik              | D/W | Miejsce             | Wynik M/P | Strzelcy                                                                                       | Źródło        |
| -------------------- | ----------------------- | --- | ------------------- | --------- | ---------------------------------------------------------------------------------------------- | ------------- |
|                      |                         |     |                     |           |                                                                                                |               |
| RUNDA JESIENNA       |                         |     |                     |           |                                                                                                |               |
|                      |                         |     |                     |           |                                                                                                |               |
| 11 września 1960     | Budowlani Lublin        | W   | Stadion Budowlanych | 2:0       | B. Pieszek ?', Bogusław ?'                                                                     | [ 12 ] [ 13 ] |
| 17 września 1960     | Łada Biłgoraj           | D   | Stadion Lublinianki | 1:0       | Kułak ?' (k)                                                                                   | [ 14 ]        |
| 25 września 1960     | Stal Poniatowa          | W   | Poniatowa           | 3:0       | Bogusław ?', Piróg ?', Jezierski ?'                                                            | [ 15 ]        |
| 1 października 1960  | Chełmianka Chełm        | D   | Stadion Startu      | 2:2       | Bogusław ?', B. Pieszek ?'                                                                     | [ 16 ]        |
| 8 października 1960  | Avia Świdnik            | W   | Świdnik             | 0:1       |                                                                                                | [ 17 ]        |
| 16 października 1960 | Technik Zamość          | D   | Stadion Startu      | 6:1       | brak danych                                                                                    |               |
| 23 października 1960 | Stal Kraśnik            | D   | Stadion Startu      | 1:2       | B. Pieszek 31'                                                                                 | [ 18 ] [ 19 ] |
| 30 października 1960 | Hetman Zamość           | W   | Zamość              | 2:2       | Jezierski ?', Bogusław 86'                                                                     | [ 20 ]        |
| 6 listopada 1960     | Podlasie Biała Podlaska | D   | Stadion Startu      | 13:3      | Jezierski 5', ?', ?', B. Pieszek ?', ?', ?', ?', ?', · Kułak ?', ?', ?', Bogusław ?', Piróg ?' | [ 21 ] [ 22 ] |
| 12 listopada 1960    | Unia Hrubieszów         | W   | Hrubieszów          | 3:2       | Bogusław ?', Piróg ?', Kułak ?'                                                                | [ 23 ]        |
|                      |                         |     |                     |           |                                                                                                |               |
| RUNDA WIOSENNA       |                         |     |                     |           |                                                                                                |               |
|                      |                         |     |                     |           |                                                                                                |               |
| 8 kwietnia 1961      | Budowlani Lublin        | D   | Stadion Lublinianki | 0:2       |                                                                                                | [ 8 ]         |
| 15 kwietnia 1961     | Łada Biłgoraj           | W   | Biłgoraj            | 0:1       |                                                                                                | [ 24 ]        |
| 30 kwietnia 1961     | Chełmianka Chełm        | W   | Chełm               | 0:1       |                                                                                                | [ 25 ]        |
| 4 maja 1961          | Stal Poniatowa          | D   | Stadion Startu      | 1:0       | Jezierski 89'                                                                                  | [ 26 ]        |
| 6 maja 1961          | Avia Świdnik            | D   | Stadion Startu      | 4:0       | Widera ?', ?', Siwy ?', Grudziński ?'                                                          | [ 27 ] [ 11 ] |
| 14 maja 1961         | Technik Zamość          | W   | Zamość              | 2:2       | Jezierski ?', 87'                                                                              | [ 28 ] [ 29 ] |
| 20 maja 1961         | Stal Kraśnik            | W   | Kraśnik             | 0:3       |                                                                                                | [ 9 ]         |
| 28 maja 1961         | Hetman Zamość           | D   | Stadion Startu      | 3:1       | Kalinowski ?', Jezierski ?', Widera ?'                                                         | [ 30 ]        |
| 31 maja 1961         | Podlasie Biała Podlaska | W   | Biała Podlaska      | 7:2       | brak danych                                                                                    | [ 31 ]        |
| 4 czerwca 1961       | Unia Hrubieszów         | D   | Stadion Startu      | 2:2       | Jezierski ?', 80'                                                                              | [ 32 ] [ 33 ] |

### Tabela lubelskiej ligi okręgowej
| Poz | Klub                    | M  | Pkt | Bz | Bs |
| --- | ----------------------- | -- | --- | -- | -- |
| 1.  | Stal Kraśnik            | 20 | 34  | 81 | 11 |
| 2.  | Motor Lublin            | 20 | 24  | 52 | 29 |
| 3.  | Avia Świdnik            | 20 | 24  | 38 | 23 |
| 4.  | Technik Zamość          | 20 | 22  | 59 | 39 |
| 5.  | Hetman Zamość           | 20 | 22  | 31 | 24 |
| 6.  | Łada Biłgoraj           | 20 | 20  | 29 | 31 |
| 7.  | Chełmianka Chełm        | 20 | 19  | 23 | 32 |
| 8.  | Unia Hrubieszów         | 20 | 18  | 34 | 49 |
| 9.  | Stal Poniatowa          | 20 | 16  | 34 | 42 |
| 10. | Budowlani Lublin        | 20 | 10  | 23 | 53 |
| 11. | Podlasie Biała Podlaska | 20 | 9   | 26 | 97 |

Poz – pozycja, M – rozegrane mecze, Pkt – punkty, Bz – bramki zdobyte, Bs – bramki stracone